# El Sotillo

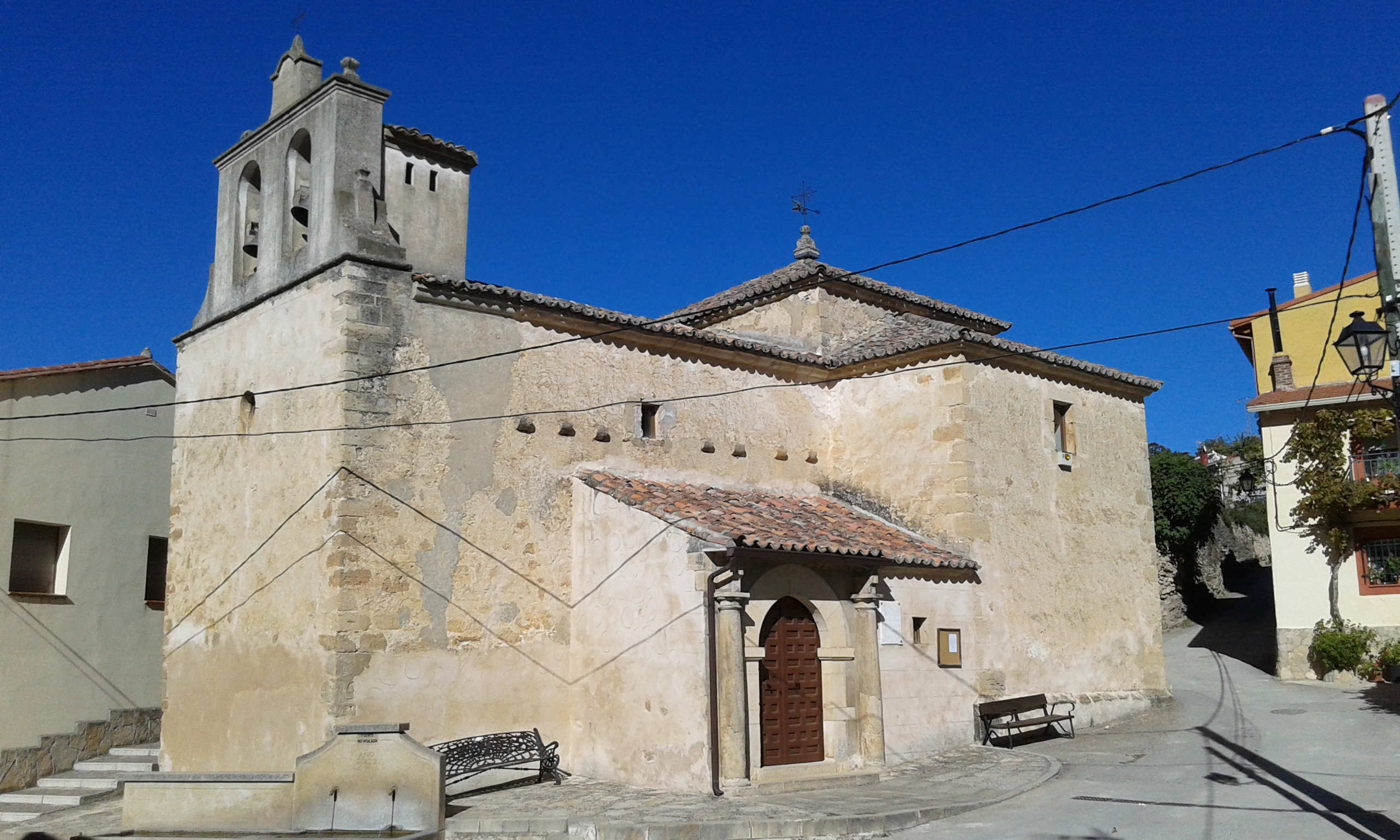
Chiesa di santa Marina

El Sotillo è un comune spagnolo situato nella comunità autonoma di Castiglia-La Mancia.  Il comune ha una popolazione di 35 abitanti.